# تپه برزگلو
تپه برزگلو مربوط به هزاره اول قبل از میلاد - دوره اشکانیان است و در شهرستان کوهدشت، بخش مرکزی، دهستان کوهدشت جنوبی، روستای کل گاورا واقع شده و این اثر در تاریخ ۲۲ اسفند ۱۳۸۵ با شمارهٔ ثبت ۱۸۲۳۳ به‌عنوان یکی از آثار ملی ایران به ثبت رسیده است.